# Friedrich Nietzsche
Friedrich Wilhelm Nietzsche (Röcken, Prusija, 15. listopada 1844. – Weimar, 25. kolovoza 1900.) njemački je filozof, pjesnik, skladatelj i klasični filolog koji je postao najprovokativniji i jedan od najutjecajnijih mislilaca 19. stoljeća. Tvrdi da čovjeka u životu tjera "želja za moći" te da će se društvo razviti u "nadljude".

## Život i školovanje

### Rani život
Rođen je 15. listopada 1844. u mjestu Röcken u Prusiji. Imao je dvije godine kada mu se rodila sestra Elisabeth i tri kada mu se rodio brat. Njegov otac, luteranski svećenik, umro je (od bolesti mozga) u srpnju 1849. godine kada je mladom Nietzscheu bilo pet godina. Stoga ga je odgojila majka unutar obitelji u kojoj su s njima bili još i njegova baka, dvije tetke i sestra. Brat mu umire u siječnju naredne godine (1850.). Nietzsche je gledao godinu dana oca kako umire u užasnim mukama, što je bio odlučan činitelj u njegovim sumnjama u kršćanstvo jer nije mogao sebi objasniti zašto je njegov otac kažnjen, a služio je Bogu. Stoga će kasnije Charles Darwin postati njegov uzor. Nakon bratove smrti obitelj se seli u Naumburg, a Nietzschea šalju u internat u mjestu Pforti (poznat po strogom vjerskom odgoju), udaljenom osam kilometara od Naumburga.

### Školovanje
Školski su ga drugovi u internatu zafrkavali zbog njegove ozbiljnosti, a Nietzsche će kasnije tvrditi kako se tada najbolje osjećao kada je bio sam. U svjedodžbi mu piše da je bio marljiv, uzornog ponašanja te da je s lakoćom učio i pokazivao interes za vjerski odgoj. Nakon završenog školovanja u internatu upisao je studij teologije u Bonnu kaneći postati svećenik, kao i njegov otac. Na Uskrs 1865. godine odbija se pričestiti u crkvi u Naumburug. Potkraj godine odustaje od svećeničkog zvanja i posvećuje se studiju klasične filologije. Na studiju prve uzore nalazi u životu i filozofiji starih Grka prije pojave Sokrata. Zahvaljujući svome znanju imenovan je profesorom klasične filozofije na sveučilištu u Baselu s 24 godine (1869.). Smatra se da se u to doba kao student zarazio sifilisom u jednoj od javnih kuća koje je posjećivao.

### Kasniji život i smrt
Godine 1870. sudjeluje u njemačko-francuskom ratu kao bolničar dobrovoljac. Tada je obolio od dizenterije i difterije. Nakon rata putuje po Švicarskoj i Italiji te sklapa nova prijateljstva. No, misaoni razvoj i poniranje u svijet vlastitih vizija osamljuje Nietzschea pa mnoge prijašnje osobne i filozofske simpatije (npr. Schopenhauer) sada napušta. Jedno se vrijeme bavio glazbom i prijateljevao s Richardom Wagnerom, ali razočaran Wagnerovom kršćanskom orijentacijom i sklonosti ka starogermanskom kultu,  prekida s njime sve odnose.
Niz godina bavio se prirodnoznanstvenim problemima, a uz eminentna filozofska djela, pisana izvanredno lijepim njemačkim jezikom, piše i pjesme. Vidno bolestan (cijeli život imao je loš vid i migrenične glavobolje) prisiljen je povući se u mirovinu 1879. godine, te se seli u švicarske Alpe. Zimi s Alpa silazi na talijansku ili francusku rivijeru. 
Godine 1888. Nietzsche silazi s Alpa u Torino, počinje se potpisivati kao Dioniz ili ponekad Razapeti. U siječnju 1889. na torinskim ulicama sažalio se nad konjem i doživio duševni slom. Uskoro je smješten u duševnu bolnicu u Torinu, a potom u majčinu kuću u Njemačkoj. Tada je proglašen umobolnim. Posljednje je godine života bio na skrbi svoje sestre Elisabeth u Weimaru. Umire pomračena uma od kapi u Weimaru 25. kolovoza 1900. godine, a njegova djela tiska i djelomično grubo falsificira (osobito pisma) rasistički nastrojena sestra Elisabeth Förster-Nietzsche. Ona je - kako je u drugoj polovici XX. stoljeća otkrio K. Schlechta - mnogo pridonijela tome što se Nietzscheova filozofija široko propagirala i zloupotrebljava u Trećem Reichu. Nakon bratove smrti vilu u kojoj je umro Elisabeth je pretvorila u Nietzscheovo svetište za Nietzscheov kult, kult njegove osobe i filozofije. Tu su zalazili mnogi nacistički intelektualci, a jednom čak i Hitler. Stoga se ona pobrinula da Nietzsche postane službeni mislilac Trećeg Reicha.
Nietzsche je bio strastveni kritičar tada vladajućeg morala i vjerovanja. Smatrao je kako su i religija i moral osigurani na nemoralnim sredstvima te da nisu drugo nego služenje lažnoj transcendentnoj ideji, pojmu, nečemu što izvan konkretnog ovozemaljskog egzistiranja želi propisivati vječne zakone. Nietzsche je smatrao da ovaj život nije nemoralan, nego da je bjesomučna borba u kojoj je umro Bog, a pobjeđuju jači, sposobniji, smjeliji. Stoga je on smatrao kako se umjesto tradicionalnih, trebaju stvoriti nove vrijednosti. 
Pred kraj života Nietzsche je pozvao Vatikan i kralja Italije Umberta I. da na smrt osude njemačkog cara Vilima II. i sve antisemite. Tada se to činilo možda besmislenim ali dolazak nacizma na vlast 30-ak godina kasnije pokazat će kako je Nietzsche na vrijeme osjetio dah antisemitizma koji će preplaviti Njemačku. Oni kojima eventualno Nietzscheova biografija nije dovoljna, mogu pročitati neke poznatije rečenice iz njegovih djela ili pak ono što je Nietzsche nazvao 10 zapovijedi slobodnog uma.

## Djela

### Objavljeno za života
- Rođenje tragedije iz duha glazbe (1872.)
- Vremenu neprimjerena razmatranja (1873. – 1876.)
- Ljudsko, odviše ljudsko: Knjiga za slobodne duhove (1878. – 1880.)
- Svitanje: Misli o moralnim predrasudama (1881.)
- Radosna znanost (1882.)
- Tako je govorio Zaratustra: Knjiga za svakoga i ni za koga (1883. – 1885.)
- S onu stranu dobra i zla: Predigra filozofiji budućnosti (1886.)
- Uz genealogiju morala: Polemički spis (1887.)
- Slučaj Wagner: Problem jednog muzikanta (1888.)
- Sumrak idola, ili, Kako se filozofira čekićem (1889.; pisano 1888.)
- Dionizovi ditirambi (1892., pisano 1888.)
- Antikrist: Prokleto kršćanstvo (1895.; pisano 1888.)
- Nietzsche contra Wagner: Spisi jednog psihologa (1895.; pisano 1888. – 1889.)

### Postumno objavljena djela
- Volja za moć: Pokušaj prevrednovanja svih vrijednosti (1901., prošireno izdanje 1906.; pisano 1883. – 1887.)
- Ecce Homo: Kako se postaje onim što se jest (1908.; pisano 1888.)
- O istini i laži u izvanmoralnom smislu (pisano 1873.)
- Filozofija u tragičkom dobu Grka (pisano 1873.)

## Vanjske poveznice
- Nietzsche Channel (Engleska)
- [neaktivna poveznica]
- Svjetlo vjere  Arhivirana inačica izvorne stranice od 18. kolovoza 2016. (Wayback Machine) Dragan Muharem: Nietzsche i Bog koji pleše, 23. listopada 2015.